# Горлівське збройне повстання
Горлівське збройне повстання (грудень 1905) — один з епізодів революції 1905 року в Російській імперії, що мав місце в Горлівці, Бахмутського повіту Катеринославської губернії. Конфлікт почався як суперечка робітників з адміністрацією машинобудівного заводу з питання зарплати і вилився у збройні сутички з людськими жертвами.

## Початок конфлікту
1 грудня директор машинобудівного заводу Лев Павлович Лоест оголосив робітникам, що у зв'язку з посиленням кризи виробництво машин скоротилося і замість 10-годинного робочого дня встановлюється 6-годинний, внаслідок чого заробіток знизиться на 40-50%. 

## Створення страйкового комітету
Після отримання звісток про Грудневому збройному повстанні в Москві відбулася нарада страйкового комітету. На ньому було вирішено скликати 9 грудня мітинг, на якому оголосити загальний страйк робітників Горлівки. Більшовицька група Горлівки схвалила це рішення. Разом зі страйковим комітетом залізничників і машинобудівників вона приступила до негайної організації мітингу. У ніч на 9 грудня на машинобудівному заводі, руднику і станції були розклеєні написані від руки листівки.

## Мітинги 9 грудня
До десятої години ранку 9 грудня 1905 більше 4 тис. робітничків зібралося на залізничній станції. Це були в основному машинобудівники, шахтарі, залізничники, а також селяни, які прибули на мітинг з навколишніх сіл. Член страйкового комітету І. М. Сніжко прочитав робочим телеграми катеринославського бойового страйкового комітету про початок загального політичного страйку і закликав робітників наслідувати приклад пролетаріату Москви і активно включитися в боротьбу з царським режимом. Виступив на мітингу від імені заводських і рудничних робочих слюсар Смирнов заявив, що вони об'єднуються з залізничниками і виступатимуть разом. 

Тут же був обраний розпорядчий комітет. Головою його став більшовик Є. І. Глушко. Жодна розпорядження рудничної або заводської адміністрації не могло набути чинності без відома комітету. 

Того ж дня о 9 годині вечора на станції відбувся ще один мітинг, який прийняв за пропозицією А. С. Гречана текст телеграми катеринославському бойовому страйкові комітети, в якому повідомлялося про приєднання робочих Горлівки до загального політичного страйку. На заводі і «Корсунської копальні № 1» були організовані дві бойові дружини. Для придбання зброї розпорядчий комітет конфіскував в касі залізничної станції 300 рублів, Проводився також збір коштів серед населення. Всього було зібрано більше 1000 руб. Спеціальним поїздом два члени комітету вирушили в Таганрог для закупівлі зброї.

## 16 грудня
16 грудня (29 грудня) у головної контори машинобудівного заводу зібралося близько тисячі робітників з сім'ями. Члени страйкому пред'явили директору заводу вимога: скасувати наказ про 6-годинному робочому дні і зниженні у зв'язку з цим зарплати. Директор відмовився, але робітники, погрожуючи зброєю, змусили його прийняти ці вимоги. Незабаром на заводський двір прибутку драгуни і солдати. Отримавши підкріплення, поліція зажадала від робочих видати керівників страйку, але отримала відмову. Тоді за наказом пристава і командира роти солдати і поліцейські дали два залпи по робочим. 18 чоловік було вбито, багато поранено. Один з повстанців, Кузнецов, був поранений в руку. Через рани розвинулася гангрена, в результаті якої руку ампутували. Серед убитих був робітник Сергій Іванович Тоткало. Наступного дня його мати забрала тіло свого сина, зарубаного козаками. У труну Сергія Івановича була покладена рука революціонера Кузнєцова, який в цей час переховувався в підпіллі. Після цього зіткнення керівники страйку А. С. Гречнєв та І. М. Сніжко розіслали термінові депеші всім бойовим дружинам Донбасу з проханням про допомогу. Вже в ніч на 17 грудня в Горлівку прибутку дружинники з Авдіївки, Алчевська, Дебальцеве, Гришине, Єнакієве, Кадіївки, Харцизька, Ясинуватої — всього зібралося близько чотирьох тисяч осіб, з них 600 — з вогнепальною зброєю. Керівники бойових дружин на нараді виробили план повстання. Всі дружинники були розділені на три загони, якими командували більшовик А. С. Гречнєв, а також штейгер рудника № 1 П. А. Гуртовий і вчитель із Гришина П. С. Дейнега. Вранці 17 грудня робоча почали наступ на казарми, де були розквартировані царські війська. Після двогодинного бою дружинники оволоділи казармами, але на допомогу урядовим військам з Єнакієвого прибув загін козаків. Отримавши підкріплення, солдати відтіснили повстанців до залізничної станції. У сутичці загинули десятки робітників.

## Слідство і суд
Слідство у справі тривало два роки. Спочатку судили заарештованих звичайним судом присяжних, але потім уряд вирішив передати розгляд справи у військовий суд. З 7 по 19 грудня 1908 праворуч учасників Горлівського збройного повстання розглядав у Катеринославі суд Одеського військового округу. З 131 підсудного військовий суд визнав винними 92; 32 були засуджені до смертної кари через повішення. Але пізніше страта була ЗАТВЕРДЖЕНА для восьми засуджених, а іншим її замінили безстроковою каторгою. Страта відбулася в ніч на 4 вересня 1909 р.. У 1930 р. в РАЙОНІ машинобудівного заводу була встановлена пам'ятка з написом: «На цьому місці в 1905 р. Царське катами булу відрубана рука революціонеру Кузнєцову». У 1955 р. у зв'язку з 50-річними подіями у минулому у 1905 році на місці бою робочих дружин Донбасу з Царське військами Було ВСТАНОВЛЕНО пам'ятний обеліск.